# 亚历克丝·比弗
亚历克丝·比弗（英語：Alex Beever，1973年9月5日—），英国女子赛艇运动员。她曾代表英国参加世界赛艇锦标赛，获得一枚金牌和一枚铜牌。她也曾参加2000年夏季奥林匹克运动会。